# Гихум
Гихум (њем. Gyhum) општина је у њемачкој савезној држави Доња Саксонија. Једно је од 57 општинских средишта округа Ротенбург (Виме). Према процјени из 2010. у општини је живјело 2.370 становника. Посједује регионалну шифру (AGS) 3357018.

## Географски и демографски подаци
Гихум се налази у савезној држави Доња Саксонија у округу Ротенбург (Виме). Општина се налази на надморској висини од 28 метара. Површина општине износи 48,4 km². У самом мјесту је, према процјени из 2010. године, живјело 2.370 становника. Просјечна густина становништва износи 49 становника/km².

## Међународна сарадња
| Мјесто    | Држава               | Врста сарадње | Од    |
| --------- | -------------------- | ------------- | ----- |
|           | Француска            | партнерство   | 2000. |
|           | Шведска              | контакт       | 1984. |
|           | Финска               | контакт       | 1995. |
| Рингвуд   | Уједињено Краљевство | контакт       | 1990. |
|           | Шведска              | партнерство   | 1989. |
| Зујдволде | Холандија            | партнерство   | 1992. |
| Извор     |                      |               |       |